# Planodes stratus
Planodes stratus là một loài bọ cánh cứng trong họ Cerambycidae.